# 45e cérémonie des Oscars
La 45e cérémonie des Oscars du cinéma, récompensant les films sortis en 1972, a eu lieu le 27 mars 1973, au Dorothy Chandler Pavilion de Hollywood (Californie).

## Cérémonie
Carol Burnett, Michael Caine, Charlton Heston et Rock Hudson ont animé la cérémonie. Le palmarès a consacré Cabaret et Le Parrain avec respectivement 8 et 3 Oscars.
La cérémonie est marquée par la jeune actrice amérindienne Sacheen Littlefeather qui refusa, au nom de Marlon Brando, l'oscar du meilleur acteur qu'il venait de remporter et fit un bref discours pour expliquer ce refus en raison du traitement des Amérindiens par l'industrie hollywoodienne, à la télévision, les discriminations que ces derniers subissaient et les récents évènements à Wounded Knee. Elle se fit huer par une partie  de l'assemblée — mais aussi applaudir par une autre — et dira même plus tard avoir ensuite du être protégée par des agents de sécurité de John Wayne qui l'avait menacée physiquement,.
En juin 2022, l'Academy of Motion Picture Arts and Sciences qui organise la cérémonie des Oscar lui présentera officiellement ses excuses et l'incident est mentionné et expliqué dans l'Academy Museum of Motion Pictures, musée du cinéma ouvert en 2021 par l'académie à Los Angeles.

## Palmarès
Les gagnants sont indiqués ci-dessous en premier de chaque catégorie et en caractères gras.

### Meilleur film
- Le Parrain (The Godfather) - Albert S. Ruddy, producteur
  - Cabaret - Cy Feuer (en), producteur
  - Délivrance (Deliverance) - John Boorman, producteur
  - Les Émigrants (Utvandrarna) - Bengt Forslund, producteur
  - Sounder (Sounder) - Robert B. Radnitz (en), producteur

### Meilleur réalisateur
- Bob Fosse pour Cabaret
  - John Boorman pour Délivrance
  - Jan Troell pour Les Émigrants
  - Francis Ford Coppola pour Le Parrain
  - Joseph L. Mankiewicz pour Le Limier (Sleuth)

### Meilleur acteur
- Marlon Brando pour le rôle de Don Vito Corleone dans Le Parrain[4]
  - Michael Caine pour le rôle de Milo Trindle dans Le Limier
  - Laurence Olivier pour le rôle de Andrew Wyke dans Le Limier
  - Peter O'Toole pour le rôle de Jack Gurney dans Dieu et mon droit (The Ruling Class)
  - Paul Winfield pour le rôle de Nathan Lee Morgan dans Sounder

### Meilleure actrice
- Liza Minnelli pour le rôle de Sally Bowles dans Cabaret
  - Diana Ross pour le rôle de Billie Holiday dans Lady Sings the Blues de Sidney J. Furie
  - Maggie Smith pour le rôle de Augusta Bertram dans Voyages avec ma tante (Travels with My Aunt) de George Cukor
  - Cicely Tyson pour le rôle de Rebecca Morgan dans Sounder
  - Liv Ullmann pour le rôle de Kristina Nilsson dans Les Émigrants

### Meilleur acteur dans un second rôle
- Joel Grey pour le rôle du maître de cérémonie dans Cabaret
  - Eddie Albert pour le rôle de Mr. Corcoran dans Le Brise-cœur (The Heartbreak Kid) de Elaine May
  - James Caan pour le rôle de Sonny Corleone dans Le Parrain
  - Robert Duvall pour le rôle de Tom Hagen dans Le Parrain
  - Al Pacino pour le rôle de Michael Corleone dans Le Parrain

### Meilleure actrice dans un second rôle
- Eileen Heckart pour le rôle de Madame Baker dans Libres sont les papillons (Butterflies Are Free) de Milton Katselas
  - Jeannie Berlin pour le rôle de Lila Kolodny dans Le Brise-cœur (The Heartbreak Kid)
  - Geraldine Page pour le rôle de Gertrude Wilson dans Peter et Tillie (Pete 'n' Tillie) de Martin Ritt
  - Susan Tyrrell pour le rôle de Oma Lee Greer dans La Dernière Chance (Fat City) de John Huston
  - Shelley Winters pour le rôle de Belle Rosen dans L'Aventure du Poséidon (The Poseidon Adventure) de Ronald Neame

### Meilleur scénario original
- Jeremy Larner pour Votez Mc Kay (The Candidate) de Michael Ritchie
  - Luis Buñuel et Jean-Claude Carrière pour Le Charme discret de la bourgeoisie de Luis Buñuel
  - Terence McCloy, Chris Clark et Suzanne de Passe pour Lady Sings the Blues
  - Louis Malle pour Le Souffle au cœur de Louis Malle
  - Carl Foreman pour Les Griffes du lion (Young Winston) de Richard Attenborough

### Meilleure adaptation
- Mario Puzo et Francis Ford Coppola pour Le Parrain
  - Jay Allen pour Cabaret
  - Jan Troell et Bengt Forslund pour Les Émigrants
  - Julius J. Epstein pour Peter et Tillie
  - Lonne Elder III (en) pour Sounder

### Meilleure direction artistique
- Rolf Zehetbauer, Hans-Jürgen Kiebach et Herbert Strabel pour Cabaret
  - Carl Anderson et Reg Allen pour Lady Sings the Blues
  - William J. Creber (en) et Raphaël Bretton pour L'Aventure du Poséidon
  - John Box, Gil Parrondo et Robert W. Laing pour Voyages avec ma tante
  - Geoffrey Drake (en), Donald M. Ashton, John Graysmark (en), William Hutchinson (en) et Peter James (en) pour Les Griffes du lion

### Meilleurs costumes
- Anthony Powell pour Voyages avec ma tante 
  - Anna Hill Johnstone pour Le Parrain
  - Bob Mackie, Ray Aghayan (en) et Norma Koch pour Lady Sings the Blues
  - Paul Zastupnevich (en) pour L'Aventure du Poséidon
  - Anthony Mendleson pour Les Griffes du lion

### Meilleure photographie
- Geoffrey Unsworth pour Cabaret
  - Charles B. Lang pour Libres sont les papillons
  - Harold E. Stine (de) pour L'Aventure du Poséidon
  - Harry Stradling Jr. pour 1776 de Peter H. Hunt
  - Douglas Slocombe pour Voyages avec ma tante

### Meilleur montage
- David Bretherton pour Cabaret
  - Tom Priestley pour Délivrance
  - William Reynolds et Peter Zinner pour Le Parrain
  - Frank P. Keller et Fred W. Berger (de) pour Les Quatre Malfrats (The Hot Rock) de Peter Yates
  - Harold F. Kress pour L'Aventure du Poséidon

### Meilleur son
- Robert Knudson et David Hildyard pour Cabaret
  - Arthur Piantadosi et Charles Knight pour Libres sont les papillons
  - Richard Portman et Gene Cantamessa pour Votez Mc Kay
  - Bud Grenzbach, Richard Portman et Christopher Newman pour Le Parrain
  - Theodore Soderberg (en) et Herman Lewis (en) pour L'Aventure du Poséidon

### Meilleure musique de film
Meilleure partition originale
- Charles Chaplin, Raymond Rasch (en) et Larry Russell (en) pour Les Feux de la rampe (Limelight) de Charles Chaplin[5]
  - John Williams pour Images de Robert Altman
  - John Williams pour L'Aventure du Poséidon
  - Buddy Baker pour Napoléon et Samantha (Napoleon and Samantha) de Bernard McEveety
  - John Addison pour Le Limier[6]

Meilleure partition de chansons et adaptation musicale
- Ralph Burns pour Cabaret
  - Gil Askey (en) pour Lady Sings the Blues
  - Laurence Rosenthal pour L'Homme de la Manche (Man of La Mancha) de Arthur Hiller

### Meilleure chanson
- The Morning After, musique et texte de Al Kasha et Joel Hirschhorn pour L'Aventure du Poséidon
  - Ben, musique de Walter Scharf, texte de Don Black pour Ben de Phil Karlson
  - Come Follow, Follow Me, musique de Fred Karlin, texte de Marsha Karlin (de) pour The Little Ark (The Little Ark) de James B. Clark
  - Marmalade, Molasses and Honey, musique de Maurice Jarre, texte de Marilyn Bergman et Alan Bergman pour Juge et Hors-la-loi (The Life and Times of Judge Roy Bean) de John Huston
  - Strange Are the Ways of Love, musique de Sammy Fain, texte de Paul Francis Webster pour The Stepmother (The Stepmother) de Howard Avedis (en)

### Meilleur film étranger
- Le Charme discret de la bourgeoisie de Luis Buñuel •  France
  - La 359e section (А зори здесь тихие) de Stanislav Rostotski •  Union soviétique
  - Rosa, je t'aime (Ani Ohev Otach Rosa) de Moshé Mizrahi •  Israël
  - Mi querida señorita de Jaime de Armiñán •  Espagne
  - Le Nouveau Monde (Nybyggarna) de Jan Troell •  Suède

### Meilleur documentaire
- Marjoe de Sarah Kernochan et Howard Smith
  - Pire que les bêtes (Bij de beesten af) de Bert Haanstra
  - Malcolm X d'Arnold Perl (en)
  - Manson de Robert Hendrickson (en) et Laurence Merrick (en)
  - The Silent Revolution de Edouard de Laurot (en)

### Meilleur court métrage (prises de vues réelles)
- Norman Rockwell's World... An American Dream de Robert Deubel
  - Frog Story de Ron Satlof
  - Solo de Mike Hoover (en)

### Meilleur court métrage (documentaire)
- This Tiny World (Deze kleine wereld) de Charles Huguenot van der Linden
  - Hundertwasser's Rainy Day (Hundertwassers Regentag) de Peter Schamoni
  - K-Z de Giorgio Treves
  - Selling Out de Tadeusz Jaworski
  - The Tide of Traffic de Humphrey Swingler

### Meilleur court métrage (animation)
- A Christmas Carol de Richard Williams
  - Kama Sutra Rides Again de Bob Godfrey (en)
  - Tup Tup de Nedeljko Dragić (en)

## Oscars spéciaux

### Oscar d'honneur
- Charles S. Boren, « responsable pendant 38 années des relations sociales harmonieuses de l'industrie cinématographique et architecte de sa politique de non-discrimination. Avec le respect et l'affection de tous ceux qui travaillent dans les films » (« leader for 38 years of the industry's enlightened labor relations and architect of its policy of non-discrimination. With the respect and affection of all who work in films. »)
- Edward G. Robinson, « qui a atteint la grandeur en tant qu’acteur, mécène et citoyen dévoué... en somme, un homme de la Renaissance. De la part de ses amis dans l'industrie qu'il aime » (« who achieved greatness as a player, a patron of the arts and a dedicated citizen…in sum, a Renaissance man. From his friends in the industry he loves. ») - Décerné de façon posthume

## Statistiques

### Nominations multiples
- 11 : Le Parrain
- 10 : Cabaret
- 8 : L'Aventure du Poséidon
- 5 : Lady Sings the Blues
- 4 : Les Émigrants, Sounder, Le Limier, Voyages avec ma tante
- 3 : Délivrance, Libres sont les papillons, Les Griffes du lion
- 2 : Le Brise-cœur, Peter et Tillie, Votez Mc Kay, Le Charme discret de la bourgeoisie

### Récompenses multiples
- 8 / 10 : Cabaret
- 3 / 11 : Le Parrain

### Les grands perdants
- 1 / 8 : L'Aventure du Poséidon
- 1 / 4 : Voyages avec ma tante
- 1 / 3 : Libres sont les papillons
- 1 / 2 : Votez Mc Kay
- 1 / 2 : Le Charme discret de la bourgeoisie
- 0 / 5 : Lady Sings the Blues
- 0 / 4 : Les Émigrants
- 0 / 4 : Sounder
- 0 / 4 : Le Limier
- 0 / 3 : Délivrance
- 0 / 3 : Les Griffes du lion